# Расим Делић
Расим Делић (Челић, 4. фебруар 1949 — Високо, 16. април 2010) био је генерал Армије Републике Босне и Херцеговине и други начелник Генералштаба Армије РБиХ, ратни командант за вријеме рата у БиХ и ратни злочинац. Дана 15. септембра 2008. године је осуђен пред Хашким трибуналом за ратне злочине за вријеме рата у БиХ, на 3 године затвора.

## Биографија
Расим Делић је рођен од оца Рашида у Челићу, у општини Лопаре (Челић данас представља засебну општину). 1. октобра 1967. године, са својих 18 година, Делић се уписао на Војну академију Копнене војске и исту завршио 31. јула 1971. Исте године је ступио у службу ЈНА. Током 1970-их и 1980-их година, био је на дужности у различитим артиљеријским јединицама ЈНА:
- Командант артиљеријске дивизије (од 15. октобра 1980. до 20. септембра 1984)
- Начелник штаба и замјеник команданта мјешовитог артиљеријског пука (од 21. септембра 1984. до 27. августа 1985)
- Командант мјешовитог артиљеријског пука (од 28. августа 1985. до 31. августа 1988. и од 1. августа 1989. до 15. јула 1990). У међувремену је, 22. децембра 1987, унапријеђен у чин потпуковника.
- Помоћник начелника одјељења за оперативно-наставне послове у Команди 4. корпуса ЈНА у Сарајеву (од 16. јула 1990. до 13. априла 1992)

Дана 13. априла 1992. године, званично је затражио отпуст из Југословенске народне армије и ступио у снаге Територијалне одбране БиХ (ТО БиХ). ТО БиХ је у то вријеме почела да се залаже за отцјепљење БиХ од Југославије. Расиму Делићу је 16. априла 1992. наређено да напусти Сарајево и он је у Високом почео, са групом официра, да организује ТО Средње Босне, на чијем је он био челу. Од 12. маја 1992. је постао члан Главног штаба ТО и службено задужен за организовање и командовање оружаним борбеним дејствима на територијама општина Фојница, Крешево, Кисељак, Високо, Илијаш, Вогошћа, Бреза, Вареш и Олово.
Када су 20. маја 1992. снаге ТО постале Армија Босне и Херцеговине, Расим Делић је постављен за вршиоца дужности начелника Одјељења за оперативно планирање и обуку АРБиХ, по наређењу Сефера Халиловића. Сефер Халиловић је тада био начелник Главног штаба, али је он био потчињен Расиму Делићу.
У јуну 1993. Расим Делић је, уз Алију Изетбеговића и Ејупа Ганића, био један од чланова Предсједништва који су бојкотовали мировне преговоре у Женеви.
Расим Делић је напустио свој положај заповједника Заједничке команде Војске ФБиХ 1. септембра 2000. Раније исте године, то је најавио лично предсједавајући Предсједништва Босне и Херцеговине Алија Изетбеговић 29. фебруара.

## Ратни злочини
Половином 1992. године у БиХ су из иностранства почели пристизати муслимански војници који су себе називали муџахединима (светим ратницима по „Курану“) и чији је циљ био борити се против непријатеља Муслимана у Босни и Херцеговини (народа који је касније промијенио име у Бошњаци). Њима је командовао Абу Харис, познат и као др Абу Харит ал Либи. До новембра 1992. они су наступали самостално, али су 19. новембра 1992. укључени у 7. муслиманску брдску бригаду и друге јединице Трећег корпуса АРБиХ. Они су учествовали у акцијама ових јединица а повремено и предводили цио Трећи корпус АРБиХ. До почетка јуна 1993. године, најмање 60 босанских Муслимана се прикључило иностраним муџахединима. Расим Делић је наредне, 1993. године, 13. августа наредио да се образује посебан одред „Ел Муџахид“ који ће окупљати муџахедине и бити потчињен Трећем корпусу АРБиХ. Као командант Главног штаба, Расим Делић је био највиши војни официр АРБиХ који је био подређен само Предсједништву БиХ. У његову командну одговорност су спадали и Други и Трећи корпус (који је обухватао јединице „Ел Муџахид“) који су имали своје команданте и командни кадар који су сви били потчињени директно њему.
Јединице „Ел Муџахид“, које су биле под његовом командом, за вријеме рата у БиХ су извршиле бројне ратне злочине и нечовјечно поступање према српским и хрватским војницима, углавном заробљеницима, међу којима су и сљедећи:
- 8. јуна 1993. године, истог дана када је Делић именован за команданта Главног штаба, Армија РБиХ је ухапсила 200 војника хрватске националности у окршајима у и око села Малине. Заробљенима је било наређено да крену пут села Мехурићи, неколико километара од Малина. Уз оружану пратњу, близу села Пољанице, сусрела их је група од око 10 муџахедина и преузела 35-40 заробљеника наређујући им да крену назад ка Малинама. Ускоро им се придружила још једна, мања, група Хрвата који су заробљени у Малинама. Свима је наређено да стану у врсту након чега је на њих отворена ватра. Сви преживјели су докрајчени метком у главу. По оптужници Међународног тужиоца, Расим Делић је био обавијештен о овим злочинима али није преузео неопходне мјере да казни починиоце.
- 21. јуна 1995. године, два војника Војске Републике Српске (ВРС) су заробљена и одмах потом обезглављена[3] од стране припаднике Армије РБиХ. По оптужници, и други српски заробљеници, заробљени истог дана, су доживјели мучења, укључујући пребијања и одведени у логор у Каменици. Још једном војнику, Гојку Вујичићу, је одсјечена глава 24. јула 1995. Друге заробљенике су тјерали да пољубе одсјечену главу која је била постављена у просторији у којој су били држани. У логору у Каменици су примјењиване разне врсте пребијања и мучења. На неким војницима су кориштени електрошокови а другима су наношени „страшни болови тако што су им на ноге стављана гумена цријева са зраком под високим притиском“[2]
- 11. септембра 1995. године, око 60 војника ВРС је заробљено и три жене и сви су били пребачени у логор у Каменици. Свих 60 се касније водило као нестало и претпоставља се да су мртви. Оптужница тврди да су споменуте три жене биле подвргнуте насиљу, конкретно силовању. Све три су ослобођене 15. новембра 1995.
- Још једна група од 10 војника Војске Републике Српске је заробљена 10. септембра 1995. године. Сви су били подвргнути суровом мучењу у периоду од 12 дана.

Расим Делић се по оптужници теретио да је знао да муџахедини и војници Армије РБиХ имају озбиљне намјере да почине дотичне злочине против заробљеника и цивила и да је логор у Каменици служио као мјесто гдје су се они спроводили, као и да је знао да су војници из одреда „Ел Муџахид“ склони насиљу, поготову над заробљеницима, као и да они управљају логором „Каменица“, али да није преузео ништа да ове злочине спријечи.
3. марта 2005. године, након што се добровољно предао Хашком трибуналу, Расим Делић се изјаснио да није крив ни по једној тачки оптужнице. Оптужница је гласила:
Убиство, окрутно поступање и силовање (кршења закона и обичаја ратовања)
- Расим Делић није предузео нужне и разумне мјере да казни починиоце погубљења заробљених Хрвата и војника ХВО-а који су се предали у селима Малине и Бикоши у општини Травник у средњој Босни и Херцеговини
- Није предузео нужне и разумне мјере да спријечи мучење, премлаћивања, убиства и одрубљивања глава које су починили његови потчињени у заточеничком објекту за заробљене војнике Војске Републике Српске - логору Каменица који се налазио у долини Гостовићи, покрај ријеке Гостовићи, око 10 километара јужно од Завидовића у средњој Босни и Херцеговини.
- Није предузео нужне и разумне мјере да спријечи силовање три жене које су извршили његови потчињени у логору Каменица.— Преглед оптужнице против Расима Делића пред Хашким трибуналом

Тужилаштво Хашког трибунала је извело 64 свједока, а одбрана 13 свједока.

### Пресуда
Дана 15. септембра 2008. године, након око 11 мјесеци суђења, Претресно вијеће Хашког трибунала је донијело пресуду за случај „Расим Делић“. Делић је у међувремену два пута био пуштан на привремену слободу у БиХ, први пут у мају 2005. године и други пут у новогодишњој паузи Хашког трибунала 11. децембра 2007. Тужиоци нису имали замјерке на ове одлуке суда. У другом наврату, Делић је добио мјесец дана слободе, од 11. децембра до 11. јануара. Том приликом Делић је разговарао са Харисом Силајџићем због чега је смјештен у кућни притвор - оптужен је да је са Силајџићем причао о свом случају, што је било забрањено, а он је тврдио да је с њим причао о породици и пријатељима.
Тужилац је тражио затворску казну од 15 година, а одбрана је тражила ослобођење јер његова кривица није доказана. Браниоци су тврдили да у критично вријеме Делић није имао контролу над муџахединима и да није могао спријечити и казнити злочине
Суд је, међутим, закључио да Делић није крив за злочине над Хрватима у селу Малине, јер је баш тог дана тек ступио на мјесто команданта Армије РБиХ. Такође је ослобођен оптужбе за окрутно поступање и убиство у селу Кестен и логору Каменица, када су муџахедини убили једног српског старца, 52 српска војника и мучили још 10 њих. Проглашен је кривим само за једну тачку оптужнице (3 инцидента муџахедина у периоду између 1993. и 1995. године) а по осталим тачкама је ослобођен кривице. Иако је и за остале злочине доказано да су почињени од стране муџахедина и војника АРБиХ, а већином гласова и да је Делић имао ефективну контролу над том јединицом, судије су ипак закључиле, на основу размотрених доказа, да Делић није знао нити могао знати за убиства заробљеника, те их није могао ни спријечити.
Резултат суђења била је затворска казна од 3 године за Делића. Од одређене затворске казне ће се одузети 448 дана које је већ провео у притвору.

### Реакције на пресуду
- Портпаролка Хашког тужилаштва Олга Кавран је најавила да ће тужилаштво о жалби на пресуду Делићу одлучити када буде проучило пресуду.[10]
- Премијер Републике Српске Милорад Додик је изјавио да је Хашки суд оваквом пресудом још једном доказао да је правда за српске жртве из грађанског рата у БиХ „заиста недостижна“[11] као и да је пресуда урушила и минимум српског повјерења у правичност Хашког трибунала, који је, практично, изгубио сав легитимитет кад је српски народ у питању.[8][11]
- Из ХДЗ БиХ је саопштено да је „неугодно изненађена пресудом Хашког суда који је срамотно ниском казном осудио бившег начелника Главног штаба Армије РБиХ, генерала Расима Делића“.[10]